# دینور (شهر)
دینور (به کردی: دینه‌وه‌ر) یکی از شهرهای استان کرمانشاه در غرب ایران است. این شهر مرکز بخش دینوَر شهرستان صحنه است.
شهر دینور بر سر راه بیستون به سنقر قرار دارد و از دیدنی‌های آن پل میان‌راهان است که بر روی رودخانه دینورآب قرار دارد و بنای اصلی آن منسوب به دورهٔ صفوی است. در سال‌های اخیر پل بتونی جدیدی نیز در زیردست پل دینور ایجاد شده‌است.
شاخهٔ چهارم رود دینورآب در میان‌راهان به این رود می‌پیوندد. پس از گذر از پل میان‌راهان در دهکده برناج، آب برناج به رود دینورآب اضافه شده و با پیوستن آب نوژی‌وران به آن، دینورآب اصلی را شکل می‌دهد. مردم این شهر به زبان کردی مایانی‌ (دینوری) و زبان لکی تکلم می کنند

## تاریخچه
در فرهنگ جغرافیائی ایران ج ۵ آمده‌است: میان‌راهان دهی است از دهستان دینور بخش صحنه شهرستان کرمانشاهان، واقع در ۲۲ هزار گزی شمال باختری صحنه با ۳۰۰ تن سکنه. آب آن از رودخانه و راه آن ماشین‌رو است.
بخش دینور به مرکزیت روستای میان‌راهان در ۱۴ مرداد ۱۳۶۸ تأسیس شد. این روستا با تصویب قانون جدید تقسیمات کشوری در ۱۲ خرداد ۱۳۷۹ بر اساس مصوبۀ «۹۹۱۲/ت ۲۱۲۹۵ک» هیأت دولت به شهر تبدیل شد و نام آن نیز به دینور تغییر یافت. با این وجود تا مدت‌ها از استفاده از نام جدید خودداری می‌شد. در تاریخ ۱۸ آذر ۱۳۹۹ مدیرکل دفتر امور سیاسی، انتخابات و تقسیمات کشوری وزارت کشور با ارسال نامه‌ای به فرماندار شهرستان صحنه استفاده از نام «دینور» را برای تمامی ادارات دولتی الزامی اعلام کرد.

## جمعیت
بر پایه سرشماری عمومی نفوس و مسکن در سال ۱۳۹۵ جمعیت شهر دینور ۶۹۵ نفر (۲۰۶ خانوار) بوده‌است..